# Quinn Sullivan (Fußballspieler)
Quinn Sullivan (* 27. März 2004 in Philadelphia) ist ein US-amerikanisch-deutscher Fußballspieler.

## Karriere
Aus der Academy von Philadelphia Union wechselte er auf Leihbasis im Juli 2020 zu Philadelphia Union II, dem Farm-Teams des Franchise in die USLC. Seit der Saison 2021 spielt er auch in der ersten Mannschaft. Sein erster Einsatz in der MLS, war hier am 2. Mai 2021 bei einer 0:2-Niederlage gegen den New York City FC, wo er in der 85. Minute für Cory Burke eingewechselt wurde. Auch in der CONCACAF Champions League kam er bereits ein paar Mal zum Einsatz.